# Idries Shah
Idries Shah (Simla, 16 giugno 1924 – Londra, 23 novembre 1996), anche conosciuto come Idris Shah, nato Sayed Idries el-Hashimi (in arabo: سيد إدريس هاشمي) e con lo pseudonimo di Arkon Daraul, è stato uno scrittore britannico, autore di alcune decine di libri di argomento psicologico e spirituale, ma anche di diari di viaggio e di studi culturali.
Nato in India, discendente da una nobile famiglia originaria dell'Afghanistan, Shah è cresciuto principalmente in Inghilterra. I suoi primi scritti sono incentrati su temi quali la magia e la stregoneria. Nel 1960 ha fondato una casa editrice chiamata Octagon Press, presentando traduzioni dei classici sufi e titoli originali. La sua opera più emblematica è I Sufi, che apparve nel 1964, ottenendo una buona accoglienza in ambito internazionale. Nel 1965 Shah fondò a Londra l'Istituto per la Ricerca Culturale (Institute for Cultural Research), un'organizzazione educativa non-profit dedicata allo studio del comportamento umano e culturale. Un'organizzazione simile, l'Institute for the Study of Human Knowledge (Istituto per lo Studio della Conoscenza Umana), conosciuto anche come ISHK, esiste negli Stati Uniti, sotto la direzione dello psicologo e docente dell'Università di Stanford Robert Ornstein.
Nei suoi scritti Shah presentò il Sufismo come una forma di sapienza universale precedente all'Islam, e ponendo l'enfasi sulla dinamicità del Sufismo, la cui natura non statica sempre si adatta al tempo presente, in accordo al luogo e alla gente coinvolta, egli formulò il suo insegnamento in termini psicologici comprensibili ad un pubblico occidentale. Shah ha fatto largo uso di storie-insegnamento tradizionali e di parabole, testi che contengono molteplici strati di significati progettati per attivare l'introspezione e l'autoriflessione nel lettore. Forse la sua raccolta più conosciuta di storie umoristiche è quella del Mulla Nasrudin.
In diverse occasioni Shah è stato criticato da Orientalisti che mettevano in dubbio le sue credenziali e il suo background. Il suo ruolo nella controversia sorta a seguito della pubblicazione, ad opera dell'amico Robert Graves e del fratello maggiore, Omar Ali-Shah, di una nuova traduzione del Rubaiyat di Omar Khayyam, fu oggetto di un minuzioso esame. Tuttavia ha avuto anche molti sostenitori, tra i quali spicca la scrittrice (e vincitrice del premio Nobel per la letteratura) Doris Lessing. Shah è stato riconosciuto come portavoce del Sufismo in Occidente e ha preso parte a conferenze in un gran numero di università occidentali. I suoi lavori hanno avuto un ruolo significativo nel presentare il Sufismo come una forma di sapienza spirituale laica e individuale.

## Vita

### Famiglia e primi anni
Idries Shah nacque a Simla, in India, da Sirdar Ikbal Ali Shah, scrittore e diplomatico di origine afgana, e dalla scozzese, Saira Elizabeth Luiza Shah. La famiglia paterna apparteneva ai Sayyid Musavi. La casa della famiglia Shah si trovava nei pressi dei giardini di Paghman a Kabul. Il bisnonno paterno, Sayed Amjad Ali Shah, era il nawab di Sardhana nell'Uttar Pradesh nel nord dell'India; la famiglia aveva ricevuto questo titolo ereditario grazie ai servizi resi ai britannici da un antenato di nome Jan Fishan Khan.
Shah crebbe principalmente nelle vicinanze di Londra. Secondo L.F. Rushbrook Williams, Shah cominciò ad accompagnare il padre nei suoi viaggi fin dalla giovane età. Nonostante viaggiassero a lungo e con frequenza, i due tornavano sempre in Inghilterra dove la famiglia si era ormai stabilita. Grazie a tali viaggi, che facevano spesso parte del lavoro sufi di Ikbal Ali Shah, il giovane Idries poté conoscere e frequentare importanti uomini di Stato ed insigni personalità sia orientali che occidentali. Williams scrive che: 'Una simile educazione impartita ad un giovane dotato di notevole intelligenza quale Idries Shah dimostrò presto di possedere, (e molte opportunità di acquisire una visione veramente internazionale, un'ampia veduta e la conoscenza di persone e luoghi) sarebbe potuta ben essere invidiata da qualsiasi diplomatico professionista di età più avanzata e di maggiore esperienza. Ma la carriera diplomatica non attraeva Idries Shah'.
In un'intervista con Pat Williams della BBC nel 1970 Shah descrisse la sua famiglia come poco convenzionale. Raccontò di come la sua famiglia e gli amici cercassero spesso di esporre i bambini ad una “molteplicità d'impatti” e ad un'ampia gamma di contatti e di esperienze con l'intento di farli crescere come persone equilibrate e di ampie vedute. Shah descrisse tutto questo come “l'approccio Sufi” all'educazione.
Dopo che la famiglia si fu trasferita da Londra a Oxford nel 1940 per sfuggire ai bombardamenti tedeschi, Shah frequentò per alcuni anni la City of Oxford High School (Scuola Secondaria della città di Oxford). Nel 1945 accompagnò suo padre in Uruguay e vi rimase per un anno.
Shah sposò Cynthia (nota anche come Kashfi) Kabraji nel 1958; da quest'unione nacquero tre figli: Saira, nel 1964, e due gemelli – un maschio, Tahir, e una femmina, Safia – nel 1966.

### Amicizia con Gerald Gardner e Robert Graves, e pubblicazione deI Sufi
Alla fine degli anni cinquanta, Shah aveva contattato i circoli Wiccan a Londra e poi era stato per un certo tempo segretario e collaboratore di Gerald Gardner, fondatore della Wicca moderna. In quel periodo, Shah incontrava ogni martedì sera chiunque fosse interessato al Sufismo, intorno a un tavolo al ristorante Cosmo Swiss Cottage (nord di Londra) .
Nel 1960, Shah fondò la sua casa editrice, la Octagon Press; uno dei suoi primi titoli fu la biografia di Gardner - intitolato Gerald Gardner, Witch (Gerald Gardner, Strega). Il libro è stato attribuito a uno dei seguaci di Gardner, Jack L. Bracelin, ma in realtà è stato scritto da Shah. Secondo Frederic Lamond, il nome Bracelin è stato utilizzato perché Shah "non voleva confondere gli studenti sufi apparendo interessato a un'altra tradizione esoterica.". Lamond disse inoltre che Shah sembrava in qualche modo esser stato deluso da Gardner.
Nel gennaio del 1961 durante un viaggio a Maiorca con Gardner, Shah incontrò il poeta inglese Robert Graves. Shah scrisse a Graves dalla sua pensione di Palma, chiedendogli di poter avere l'occasione di "salutarlo un giorno, prima che passi troppo tempo". Aggiunse che in quel periodo stava indagando sulle religioni estatiche, e "assistendo.... a esperimenti eseguiti dalle streghe in Gran Bretagna che prevedevano l'assunzione di funghi e altro" - una questione alla quale per un certo periodo Robert Graves si era interessato. Shah disse anche a Graves che era "attualmente profondamente assorbito dall'impegno di portare avanti la conoscenza intuitiva ed estatica." Graves e Shah divennero presto intimi amici e confidenti. Graves si interessò alla carriera letteraria di Shah sostenendolo; lo incoraggiò a pubblicare un trattato autorevole del sufismo adatto al lettore occidentale e corredato degli strumenti pratici per lo studio: questo in seguito sarebbe diventato I Sufi. Shah riuscì ad ottenere un considerevole anticipo per il libro, risolvendo così temporanee difficoltà finanziarie.
Nel 1964, uscì I Sufi, pubblicato da Doubleday, con una lunga introduzione scritta da Robert Graves. Il libro racconta l'impatto del Sufismo nello sviluppo della civiltà occidentale e delle sue tradizioni a partire dal VII secolo in poi, attraverso il lavoro di personaggi come Ruggero Bacone, Giovanni della Croce, Raimondo Lullo e Chaucer tra molti altri. Indubbiamente I Sufi è diventato un classico. Come gli altri libri scritti sull'argomento da Shah, I Sufi si contraddistingue per l'assenza di una terminologia che potrebbe far identificare la sua interpretazione del Sufismo con l'Islam tradizionale. Il libro inoltre utilizza volutamente uno stile " a spargimento"; Shah scrisse a Graves dicendo che il suo obiettivo era "eliminare i condizionamenti nella gente, e prevenirne il ricondizionamento"; altrimenti Shah avrebbe potuto usare una forma più convenzionale. In un primo momento il libro non ebbe molto successo, e Shah investì una notevole quantità del proprio denaro per pubblicizzarlo. Graves gli disse di non preoccuparsi. Anche se aveva qualche dubbio circa il tipo di scrittura e nonostante si sentisse ferito dal fatto che Shah non gli avesse permesso di revisionare il testo prima della pubblicazione, Graves disse che era "così orgoglioso di aver collaborato alla sua pubblicazione", e rassicurò Shah dicendo che si trattava di "Un libro meraviglioso, e presto sarà riconosciuto come tale. Lascia che il libro trovi i propri lettori, quelli che sentiranno il diffondersi della tua voce, e non quelli che Doubleday prevede".

### John G. Bennett e la connessione con Gurdjieff
Nel giugno del 1962, un paio di anni prima della pubblicazione de I Sufi, Shah aveva anche stabilito dei contatti con i membri di un movimento che si era formato intorno agli insegnamenti mistici di Gurdjieff e Ouspensky. Era apparso un articolo sulla stampa  che descriveva la visita dell'autore a un monastero segreto nell'Asia Centrale, dove apparentemente si insegnavano metodi sorprendentemente simili a quelli di Gurdjieff. Si lasciava intendere che l'improbabile monastero avesse un rappresentante in Inghilterra. Uno dei più anziani discepoli di Ouspensky, Reggie Hoare, il quale inoltre aveva partecipato al lavoro di Gurdjieff dal 1924, contattò Shah attraverso questo articolo. Hoare "attribuì un significato speciale a quanto Shah gli aveva detto circa il simbolo dell'Enneagrama e disse che Shah gli aveva rivelato segreti circa il simbolo che andavano ben oltre quello che aveva sentito da parte di Ouspensky." Attraverso Hoare, Shah fu presentato agli altri Gurdjieffiani, incluso John G. Bennett, un illustre studente di Gurdjieff e fondatore “dell'Istituto per lo studio comparativo della storia, della filosofia e delle scienze", nei pressi di Coombe Springs, una proprietà di 28000 m² in Kingston upon Thames, Surrey.
A quell'epoca, Bennett aveva già fatto delle indagini sulle origini Sufi di molti degli insegnamenti di Gurdjieff, basandosi sulle numerose dichiarazioni dello stesso Gurdjieff, e compiendo egli stesso viaggi in Oriente dove aveva incontrato diversi Sceicchi Sufi. Bennett era convinto che Gurdjieff avesse adottato molte delle idee e delle tecniche dei Sufi, e per quelli che avevano assistito alle conferenze di Gurdjieff negli anni venti, "l'origine Sufi dei suoi insegnamenti era inconfutabile per chiunque avesse studiato entrambi."
Bennett scrisse del suo primo incontro con Shah nella sua autobiografia Witness (1974):
All'inizio sono stato cauto. Avevo deciso di andare avanti per conto mio e ora un altro 'maestro' era comparso. Una o due conversazioni con Reggie mi convinsero che dovevo almeno incontrarlo. Elizabeth ed io andammo a cena a casa degli Hoare per conoscere Shah, il quale risultò essere un giovane uomo di circa quarant'anni. Parlava un inglese impeccabile, e se non fosse stato per la sua barba e per alcuni suoi gesti, avrebbe potuto essere preso per un tipo inglese da scuola privata. Le nostre prime impressioni non furono favorevoli. Era inquieto, fumava incessantemente e sembrava che volesse a tutti i costi fare una buona impressione. A circa metà della serata, la nostra opinione cambiò completamente. Riconoscemmo che non soltanto era un uomo molto intelligente, ma aveva anche quel non so che di indefinibile che contraddistingue gli uomini che hanno seriamente lavorato su se stessi... Sapendo che Reggie era un uomo per lo più cauto e soprattutto allenato a valutare le informazioni nei tanti anni trascorsi nell'intelligence, accettai le sue garanzie e la sua convinzione che Shah avesse una missione molto importante in Occidente e che dovessimo aiutarlo a compierla."
Shah diede a Bennett una “Dichiarazione della Gente della Tradizione” e lo autorizzò a condividerla con gli altri Gurdjieffiani. Il documento annunciava che in quel momento esisteva un'opportunità per la trasmissione di una certa “forma di conoscenza superiore, speciale, occulta, segreta”; questo, combinato con l'idea personale che si era fatta di Shah, convinse Bennett che Shah fosse un emissario genuino del "Monastero Sarmoung" in Afghanistan i cui insegnamenti avevano ispirato Gurdjieff.
(Idries Shah)

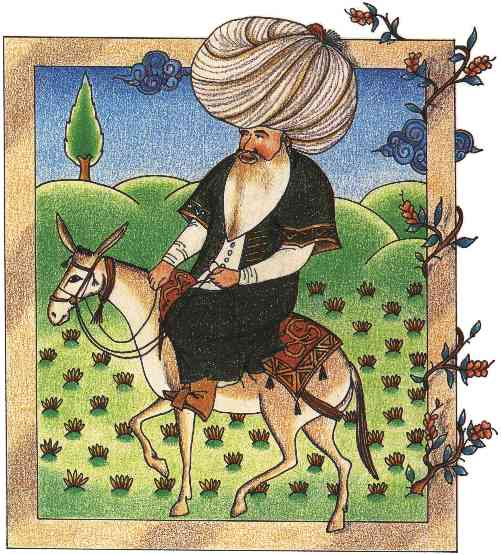

Negli anni successivi Bennett e Shah ebbero colloqui settimanali privati che duravano ore. In seguito, Shah tenne anche conferenze per gli studenti in Coombe Springs. Bennett disse che i piani di Shah includevano "arrivare a quelle persone che occupavano posizioni di autorità e potere e che fossero già semi-coscienti del fatto che i problemi dell'umanità non potevano più essere risolti attraverso azioni economiche, politiche o sociali. Queste persone erano toccate, diceva lui, dalle nuove energie che si muovono nel mondo per aiutare l'umanità a sopravvivere alla crisi imminente."
Bennett era d'accordo con queste idee e anche con il fatto che “le persone attratte dai movimenti apertamente spirituali o esoterici, raramente possedevano le qualità necessarie per raggiungere ed occupare posizioni di autorità” e anche che “c'erano ragioni sufficienti per credere che nel mondo esistevano persone che occupavano importanti posizioni, le quali erano capaci di guardare oltre le limitazioni imposte dalla nazionalità e dalla cultura e di capire da sole che l'unica speranza per l'umanità risiede nell'intervento di una Fonte Superiore.”
Bennett scrisse: “Ho visto abbastanza di Shah per sapere che non era un chiacchierone o un ciarlatano e che era profondamente serio circa il compito che si era prefissato”. Desiderando appoggiare il lavoro di Shah, nel 1965 Bennett decise, dopo lunghe ed estenuanti discussioni sull'argomento con il consiglio dei membri dell'Istituto, di cedere la proprietà di Coombe Springs a Shah il quale aveva insistito sul fatto che detta offerta doveva avvenire senza alcun tipo di condizione. Una volta che la proprietà fu trasferita a Shah, quest'ultimo proibì ai soci di Bennett di visitare la tenuta e fece in modo inoltre che Bennett non si sentisse benvenuto.
Bennett disse di aver ricevuto un invito alla festa chiamata "Festeggiamenti del solstizio di estate" durata due giorni e due notti, organizzata da Shah in Coombe Springs principalmente per i giovani che a quell'epoca Shah stava attraendo. Anthony Blake, che lavorò con Bennett per quindici anni, disse: “Quando Idries Shah acquisì Coombe Springs, la sua principale attività era organizzare feste. Io ebbi pochi incontri con lui, però godevo tanto del suo atteggiamento irriverente. Bennett mi disse una volta che ‘Nel lavoro esistono diversi stili. Il mio è come quello di Gurdjieff, basato sulla lotta con la propria negatività. Ma la forma di Shah è quella di trattare il lavoro come se fosse uno scherzo'.”
Dopo alcuni mesi, Shah vendette il terreno – valutato più di 100 000 sterline – ad un promotore e utilizzò il ricavato per stabilirsi in Langton House, Langton Green, vicino Tunbridge Wells, una proprietà di 50 ettari che una volta apparteneva alla famiglia di Lord Baden-Powell, fondatore dei Boy Scout.
Insieme alla proprietà di Coombe Springs, Bennett lasciò anche nelle mani di Shah la cura del gruppo dei discepoli costituito da circa 300 persone. Shah promise che avrebbe integrato quelli che avessero dimostrato di essere adatti; quasi la metà di loro trovò posto nel lavoro di Shah. Circa 20 anni dopo, l'autore gurdjieffiano James Moore suggerì che Bennett era stato raggirato da Shah. Bennett stesso disse, nella sua autobiografia (1974), che la condotta di Shah dopo il trasferimento della proprietà era stata “difficile da sopportare”, però disse anche che Shah era “un uomo dai modi squisiti e di delicata sensibilità”, e considerò che forse Shah avesse deliberatamente adottato un simile atteggiamento “per essere sicuro che tutti i legami con Coombe Springs fossero spezzati”. Aggiunse anche che Langton Green era un luogo molto più appropriato per il lavoro di Shah di quello offerto in Coombe Springs, e disse che non sentiva nostalgia del fatto che Coombe Springs avesse perso la sua identità; concluse il suo racconto affermando che aveva “guadagnato libertà” attraverso il suo contatto con Shah, e che aveva imparato ad “amare le persone che non riusciva a comprendere”.
Secondo Bennett, tempo dopo Shah avrebbe avuto altre discussioni con gli incaricati dei gruppi di Gurdjieff in New York. In una lettera a Paul Anderson del 5 marzo 1968, Bennett scrisse: “Madame di Salzmann e tutti gli altri… sono coscienti delle loro proprie limitazioni e non fanno più di quello che riescono a fare. Mentre stavo a New York, Elizabeth ed io, visitammo la Fondazione e incontrammo le figure preminenti del gruppo di New York, come anche la stessa Jeanne de Salzmann. Qualcosa si sta preparando, ma quando darà i suoi frutti non lo so. Mi riferisco alla connessione che hanno avuto con Idries Shah e la sua capacità di mettere tutto sottosopra. Per il momento, possiamo solo sperare che succeda qualcosa di buono e intanto continuare con il nostro lavoro…”
L'autrice e psicologa clinica Kathleen Speeth scrisse più tardi:
Essendo testimone del crescente conservatorismo all'interno della Fondazione [Gurdjieff], John Bennett sperava che nuova linfa e leadership giungessero da qualche altra parte… Nonostante una sorta di flirt con Shah, nulla accadde. La sensazione predominante [tra i capi del lavoro di Gurdjieff] che nulla dovesse cambiare, che il tesoro in loro custodia dovesse essere preservato nella sua forma originale a tutti i costi, era più forte di qualsiasi desiderio di una nuova ventata ispiratrice.”

### Studi e Istituti Sufi
Nel 1965, Shah fondò la Society for Understanding Fundamental Ideas -SUFI- (Società per la comprensione di idee fondamentali), che più tardi prese il nome di Institute for Cultural Research (Istituto per la Ricerca Culturale)- ICR -, un'organizzazione educativa senza scopo di lucro orientata a stimolare “lo studio, il dibattito, l'educazione e la ricerca in tutti gli aspetti del pensiero, della cultura e del comportamento umani ”. Inoltre istituì la Society for Sufi Studies (Società per gli Studi Sufi) - SSS - .
Shah intuì che il modo migliore per introdurre la saggezza Sufi in Occidente, e allo stesso tempo di superare il problema di guru e culti tanto in voga, era quello di chiarire la differenza tra culto e sistema educativo, e di contribuire alla conoscenza. In un'intervista, spiegò: "Si deve lavorare all'interno di un modello educativo, non nell'area delle chiacchiere astruse." Nel quadro di questo approccio, svolse la mansione di Direttore degli Studi dell'ICR. Tenne anche conferenze sugli studi del Sufismo in Occidente presso l'Università del Sussex, nel 1966. Queste sono state successivamente pubblicate come monografia intitolata "Special Problems in the Study of Sufi Ideas".
La Langton House in Langton Green si trasformò in un luogo di riunione e di discussione per poeti, filosofi e statisti provenienti da tutto il mondo ed ebbe una parte considerevole nella scena letteraria di quell'epoca. L'ICR ospitava riunioni e organizzava conferenze, consegnando attestati di riconoscimento ad eruditi e ricercatori come Sir John Glubb, Aquila Berlas Kiani, Richard Gregory e Robert Cecil, capo degli studi europei della Università di Reading, il quale inoltre fu presidente dell'ICR nei primi anni settanta. Shah fu tra i primi membri e sostenitori del Club di Roma, e diverse presentazioni furono fatte presso l'Istituto da scienziati quali Alexander King.
Altri visitatori, allievi ed aspiranti discepoli furono il poeta Ted Hughes, i romanzieri J. D. Salinger, Alan Sillitoe e Doris Lessing, lo zoologo Desmond Morris, lo psicologo Robert Ornstein. L'interno della casa era decorato in stile medio-orientale e ogni domenica ai visitatori erano offerti pranzi a buffet allestiti in una grande sala mensa (una ex stalla) chiamata "L'Elefante" (in riferimento al racconto orientale "I ciechi e l'elefante").
Durante gli anni seguenti, Shah sviluppò Octagon Press come mezzo per pubblicare e distribuire ristampe di traduzioni di numerosi classici Sufi. Inoltre raccolse, tradusse e scrisse migliaia di racconti Sufi, mettendoli a disposizione del pubblico occidentale attraverso libri e conferenze. Molti dei libri di Shah presentano il personaggio del Mulla Nasrudin, talvolta con illustrazioni create da Richard Williams. Nell'interpretazione di Shah, i racconti del Mulla Nasrudin, in precedenza considerati semplicemente parte del folclore delle culture islamiche, sono presentati come parabole Sufi.
Nasrudin compare nel documentario che Shah fece per la televisione intitolato “Dreamwalkers", che fu trasmesso dalla BBC nel 1970. Tra gli altri segmenti c'era una intervista a Richard Williams sul suo film incompiuto ispirato a Nasrudin, ed una allo scienziato John Kermisch a proposito dell'uso dei racconti di Nasrudin nella RAND. Altri invitati furono lo psichiatra britannico William Sargant che discusse gli ostacolanti effetti del lavaggio del cervello e del condizionamento sociale sulla creatività e sulla capacità di risolvere i problemi, e l'attore comico Marty Feldman che parlò con Shah del ruolo dell'umorismo e dei rituali nella vita umana. Il programma finiva con Shah che affermava che l'umanità avrebbe potuto agevolare la propria evoluzione "spezzando le limitazioni psicologiche" e che però esisteva un "aumento costante di pessimismo che di fatto impedisce che l'evoluzione, sotto questa forma, possa andare avanti... l'uomo è addormentato; deve morire prima di risvegliarsi?"
Shah organizzò anche gruppi di studio Sufi negli Stati Uniti. Claudio Naranjo, uno psichiatra cileno che insegnava in California verso la fine degli anni sessanta, disse che dopo "essere stato deluso in quanto la scuola di Gurdjieff implicava una discendenza vivente", si era rivolto al Sufismo, "divenendo parte di un gruppo sotto la guida di Idries Shah." Naranjo in seguito fu con Robert Ornstein coautore di un libro intitolato On The Psychology of Meditation (1971). Entrambi furono associati della University of California, dove Ornstein era uno psicologo ricercatore del Langley Porter Psychiatric Institute.
Un altro degli associati di Shah, lo scienziato e professore Leonard Lewin, che a quell'epoca insegnava telecomunicazioni presso la University of Colorado, istituì gruppi di studio Sufi e altre attività per la promozione delle idee Sufi come l'Institute for Research on the Dissemination of Human Knowledge'(IRDHK) (Istituto per l'investigazione della diffusione della conoscenza umana), e pubblicò anche un'antologia di scritti di e su Shah intitolata "The Diffusion of Sufi Ideas in the West" (1972).
Shah spiegò più tardi che le attività Sufi erano divise in diversi compartimenti o dipartimenti: "studio 'nel' Sufismo", "studi 'del' Sufismo", e "studi 'per' il Sufismo".
Gli studi "per" il Sufismo aiutavano a condurre la gente verso il Sufismo, e includevano la promozione della conoscenza che poteva essere assente nella cultura e che doveva quindi essere ristabilita e diffusa, come per esempio: le informazioni relative al condizionamento sociale ed al lavaggio del cervello; la differenza tra le due diverse modalità, razionale e intuitiva, del pensiero (emisfero sinistro e destro); ed altre attività per far sì che la mente della gente potesse diventare più libera e aperta. Gli studi "di" Sufismo includevano istituzioni ed attività, come conferenze e seminari, che fornivano informazione circa i Sufi e creavano un nesso culturale tra i Sufi ed il pubblico. Infine, gli studi "nel" Sufismo si riferivano al fatto di stare in una scuola Sufi e di portare avanti quelle attività prescritte da un Maestro come parte di una specie di allenamento; ciò poteva assumere diverse forme che non necessariamente coincidevano con le nozioni preconcette di “scuola mistica”.
Gli obiettivi Sufi di Shah e le sue metodologie furono anche delineate nella "Dichiarazione della Gente della Tradizione" distribuita a Coombe Springs:

### Anni successivi
Nei successivi decenni Shah scrisse oltre venti libri, molti dei quali basati su fonti classiche Sufi. Ottenendo una enorme circolazione mondiale, i suoi scritti attrassero principalmente un pubblico occidentale di intellettuali. Nel tradurre gli insegnamenti Sufi in un linguaggio psicologico contemporaneo, Shah presentò detti insegnamenti in termini accessibili a tutti. I suoi racconti folcloristici, che illustravano la saggezza Sufi attraverso esempi ed aneddoti, risultarono essere particolarmente popolari. Shah ricevette ed accettò inviti per tenere conferenze in qualità di professore ospite in varie istituzioni accademiche come l'Università della California, l'Università di Ginevra, l'Università Nazionale de La Plata e altre università inglesi. Oltre a portare avanti il suo lavoro letterario e pedagogico, Shah trovò il tempo di progettare uno ionizzatore e di amministrare un certo numero di aziende nel settore tessile, delle ceramiche e dell'elettronica. Fece anche diversi viaggi in Afghanistan, terra dei suoi antenati, e si impegnò direttamente nella realizzazione di operazioni di soccorso umanitario utilizzando in seguito tali esperienze per scrivere il suo unico romanzo, Kara Kush.

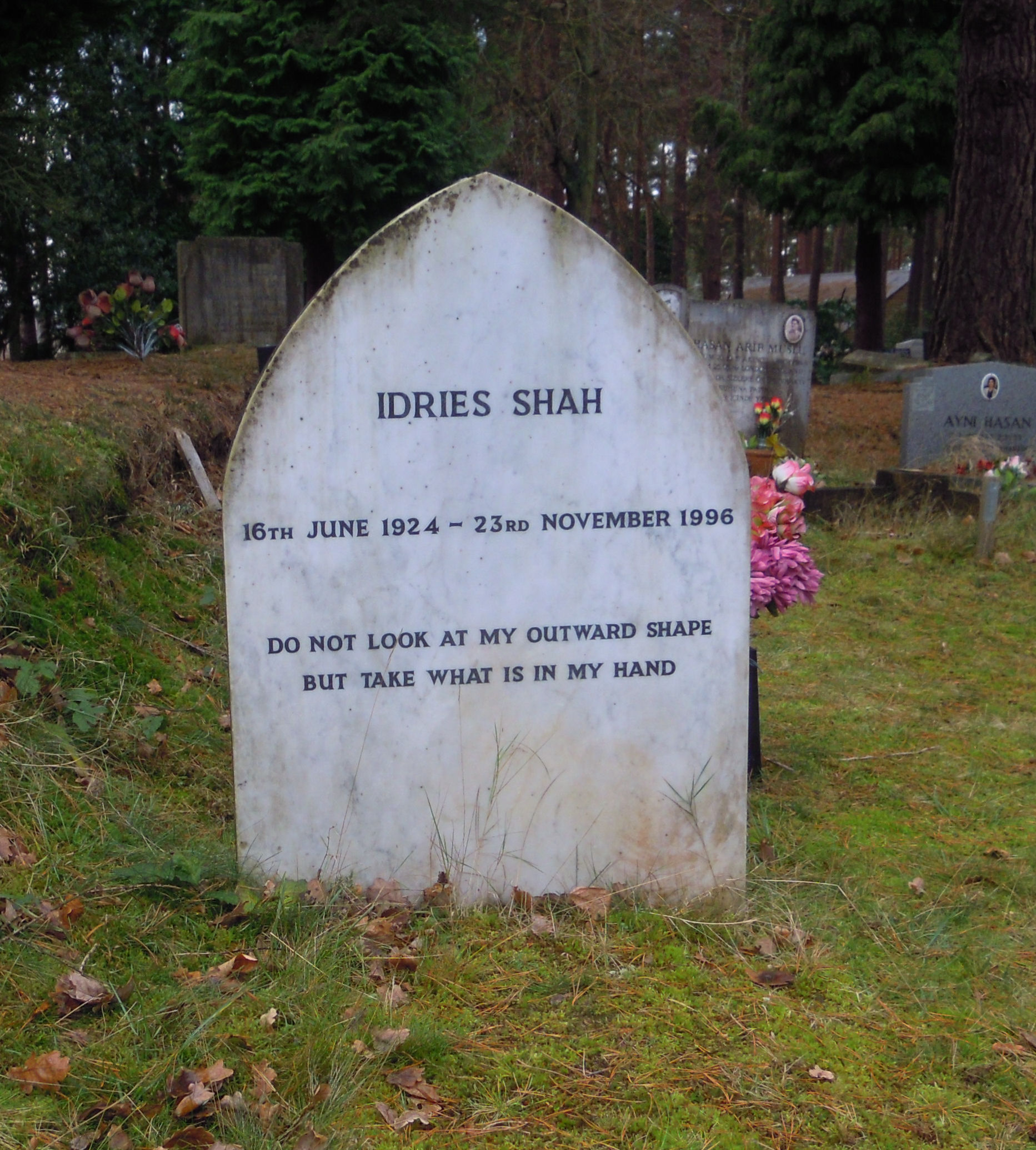
Tomba di Idries Shah al Brookwood Cemetery

Nella tarda primavera del 1987, circa un anno dopo la sua ultima visita in Afghanistan, Shah subì due massicci attacchi cardiaci in successione. Gli dissero che la funzionalità del suo cuore era ridotta soltanto all'8% e che le sue aspettative di vita erano nulle. Nonostante periodi intermittenti di malattia, continuò a lavorare e durante i successivi nove anni produsse altri libri. Idries Shah morì a Londra il 23 novembre 1996, a 72 anni di età. È sepolto al Brookwood Cemetery. Secondo il necrologio pubblicato su The Daily Telegraph, Idries Shah è stato un collaboratore dei Mujahideen nella guerra Afgano-Sovietica, Direttore degli Studi per l'Institute for Cultural Research (Istituto per la Ricerca Culturale) e membro del Consiglio della Royal Humane Society (Società Umana Reale) e del Royal Hospital and Home for Incurables. Shah è stato anche membro del Athenaeum Club. Al momento della sua morte, i libri di Shah avevano venduto nel mondo oltre 15 milioni di copie in una dozzina di lingue, ed erano stati recensiti nei principali periodici e riviste internazionali.

## Insegnamenti

### Libri sulla magia e l'occulto
I primi libri di Shah riguardavano studi di quelle che chiamava “credenze minoritarie”. Il suo primo libro, Magia Orientale, pubblicato nel 1956, inizialmente doveva essere intitolato Considerations in Eastern and African Minority Beliefs. Il libro successivo, pubblicato nel 1957, fu The Secret Lore of Magic: Book of the Sorcerers, originariamente intitolato Some Materials on European Minority-Belief Literature. I titoli di questi libri, secondo il collaboratore di un libro dedicato a Shah pubblicato nel 1973, furono cambiati prima della pubblicazione per “esigenze commerciali della pratica editoriale ”
Prima della sua morte nel 1969, il padre di Shah affermò che la ragione per la quale tanto lui che suo figlio avevano pubblicato libri sul tema della magia e dell'occulto era quella “di prevenire un probabile sorgere o risorgere di credenze popolari in questo tipo di stupidaggini da parte di un significativo gruppo di persone. Finalmente mio figlio ha completato il lavoro, dopo ricerche di diversi anni con la pubblicazione di due libri importanti sull'argomento.”
In un'intervista in Psychology Today del 1975, Shah sviluppò il tema spiegando che “lo scopo principale dei miei libri sulla magia è stato quello di rendere questo materiale disponibile al lettore comune. Per tanto tempo la gente ha creduto che ci fossero libri segreti, luoghi nascosti, e cose fantastiche. Si è aggrappata a questa informazione come qualcosa con cui potersi spaventare. Quindi il primo proposito è stato quello d'informare: questa è la magia d'Oriente e d'Occidente. Questo è tutto. Niente di più. Il secondo proposito di questi libri è stato quello di mostrare che sembrano esserci delle forze, alcune delle quali sono razionalizzate da questa magia o possono essere sviluppate a partire da questa, che non rientrano nell'ambito della fisica conosciuta o dell'esperienza della gente comune. Io penso che tutto questo dovrebbe essere studiato, che dovremmo raccogliere dati e analizzare il fenomeno. Dobbiamo separare la chimica della magia dall'alchimia, per così dire”. Shah continua dicendo che i suoi libri su tali argomenti non furono scritti per gli attuali devoti della magia e della stregoneria e che di fatto in seguito dovette evitarli, in quanto sarebbero rimasti delusi da quello che egli veramente aveva da dire.
A questi libri seguì la pubblicazione del quaderno di viaggio Destination Mecca (Destinazione Mecca) pubblicato nel 1957, che fu presentato da David Attenborough in televisione.. Sia Destination Mecca che Magia orientale contengono delle sezioni sull'argomento del sufismo

### Sufismo come forma di saggezza senza tempo
Shah presentò il Sufismo come una forma di saggezza senza tempo precedente all'Islam. Sottolineò che la natura del Sufismo era viva, non statica, e che sempre adattava le sue manifestazioni visibili ai nuovi tempi, ai luoghi e alle persone: “le scuole Sufi sono come onde che si infrangono sugli scogli: (sono) dello stesso mare, con diverse forme, con lo stesso scopo,” scrisse Shah citando Ahmad al-Badawi. Shah era spesso sprezzante verso le descrizioni che gli orientalisti facevano del Sufismo, sostenendo che lo studio tanto personale quanto accademico delle sue forme storiche e dei suoi metodi non era una base sufficiente per ottenere una corretta e fondamentale comprensione del Sufismo. Di fatto, una ossessione per le forme tradizionali poteva trasformarsi in un ostacolo: “mostra ad un uomo troppe ossa di cammello o mostragliele troppo spesso e non saprà riconoscere un cammello vivo quando se ne troverà uno davanti...così esprimeva questa idea in uno dei suoi libri.
Shah, come Inayat Khan, presentò il Sufismo come un cammino che trascendeva le religioni individuali e lo adattò ad un pubblico occidentale. Comunque, a differenza di Khan, Shah sminuì molto l'importanza data agli ornamenti e ai simboli esteriori religiosi e spirituali e descrisse il Sufismo come una tecnologia psicologica, un metodo o una scienza che poteva essere utilizzata per raggiungere l'autorealizzazione. In questo modo, il suo punto di vista sembrava essere diretto in particolare ai seguaci di Gurdjieff, studenti dell'Human Potential Movement (Movimento Potenziale Umano), e agli intellettuali con una certa conoscenza della psicologia moderna. Per esempio, Shah scrisse che, “il Sufismo … afferma che l'uomo potrebbe diventare obiettivo, e che detta condizione permetterebbe all'individuo di afferrare fatti “superiori”. Pertanto l'uomo è invitato a spingere in avanti la sua evoluzione verso quello che nel Sufismo a volte si chiama “vero intelletto ”. Shah insegnò che l'essere umano poteva acquisire nuovi organi di percezione sottili in risposta alla necessità.
(Idries Shah, I Sufi p. 62)
Shah respinse altre proiezioni del Sufismo tanto orientali come occidentali per essere “torbide, generiche o parziali”; incluse non solamente la versione di Khan, ma anche le forme di Sufismo apertamente musulmane che si trovavano nella stragrande maggioranza dei paesi Islamici. I testi dei collaboratori di Shah facevano intendere che fosse lui il “Grande Sceicco dei Sufi” – una posizione di autorità minata dal mancato riconoscimento della sua esistenza da parte degli altri Sufi.
In un'intervista alla BBC del 1971, Shah spiegò così il suo approccio di adattamento contemporaneo: "Ciò che mi interessa è rendere accessibile all'Occidente quegli aspetti del Sufismo che saranno utili all'occidente contemporaneo. Non voglio trasformare dei buoni Europei in mediocri Orientali. Persone che mi cercano o mi danno la caccia, per esempio mi chiedono perché non uso metodi tradizionali di allenamento spirituale, e la risposta naturalmente è che è per lo stesso motivo per cui oggi siete venute da me in macchina e non a dorso di cammello. In effetti il Sufismo non è un sistema mistico, né una religione, ma un corpo di conoscenza.
Shah frequentemente definiva il suo lavoro in realtà solo una tappa preliminare al vero studio Sufi, alla stessa maniera che imparare a leggere e scrivere poteva essere visto come una preparazione preliminare allo studio della Letteratura: “a meno che la psicologia non sia correttamente orientata, non c'è spiritualità anche se possono esserci ossessione ed emotività, normalmente scambiate per essa.” “Chiunque tenti di innestare pratiche spirituali su di una personalità non rigenerata” argomentava lui, “finirà con una aberrazione.” Per questa ragione, la maggior parte del lavoro che produsse dopo I Sufi è stato di natura psicologica, focalizzato nell'attaccare i Nafs, i falsi Io: “Non ho nulla da darvi, eccetto la maniera per comprendere come cercare – però voi pensate di poterlo già fare.” Shah era molto spesso criticato perché nei suoi scritti non nominava Dio molto spesso, ed egli replicava che dato lo stato attuale dell'uomo, non aveva molto senso parlare di Dio. Lui illustrò questo problema in una parabola nel suo libro Pensatori dell'Est: “Rendendomi conto di riuscire a capire il linguaggio delle formiche, mi avvicinai ad una di esse e le domandai, 'Com'è Dio? Assomiglia ad una formica?' Essa rispose, 'Dio!? Per niente – noi abbiamo solo un pungiglione e Dio, Lui ne ha due!'”

### Storie-insegnamento
Shah utilizzò con grande successo nel suo lavoro letterario le storie–insegnamento e l'umorismo.
Shah sottolineava la funzione terapeutica di aneddoti sorprendenti e le fresche prospettive che questi racconti rivelavano. La lettura e la discussione di gruppo di tali racconti divennero una parte significativa nelle attività alle quali partecipavano i membri dei circoli di studio guidati da Shah. La forma trasmutatrice con la quale questi racconti sorprendenti o misteriosi potevano destabilizzare la modalità ordinaria (e inconsapevole) di coscienza degli studenti fu esaminata dal professore in psicologia dell'Università di Stanford Robert Ornstein, che - con il suo collega Charles Tart, psicologo anche lui ed eminenti scrittori quali il poeta laureato Ted Hughes e la scrittrice vincitrice del premio Nobel per la letteratura Doris Lessing,- fu tra i numerosi noti pensatori profondamente influenzati da Shah.
Shah e Ornstein si sono conosciuti negli anni sessanta. Riconoscendo che Ornstein sarebbe potuto essere un collaboratore ideale per diffondere i suoi insegnamenti, traducendoli nel linguaggio della psicoterapia, Shah lo nominò suo delegato (califfo) negli Stati Uniti d'America. Il libro di Ornstein The Psychology of Consciousness (1972), fu accolto con molto entusiasmo da parte della comunità psicologica accademica, dato che coincideva con i nuovi interessi in questo campo come gli studi sul biofeedback e altre tecniche volte ad ottenere cambiamenti di stato d'animo e di consapevolezza. Ornstein ha pubblicato nel corso degli anni vari libri su questi argomenti.
Il fisico e filosofo delle scienze Henry Bortoft usava le storie d'insegnamento tratte dalla raccolta di Shah come analogie delle abitudini mentali che impediscono alla gente di capire il metodo scientifico di Johann Wolfgang von Goethe. Il suo libro The Wholeness of Nature: Goethe's Way of Science contiene storie tratte da I Racconti dei Dervisci, The Exploits of the Incomparable Mulla Nasruddin e Perfumed Scorpion.
All'interno del loro contesto storico e culturale originale, il tipo di storie-insegnamento Sufi che Shah diffuse – prima narrate oralmente e poi per iscritto, al fine di trasmettere la fede e la pratica Sufi alle generazioni successive- sono state considerate adatte a persone di ogni età, compresi i bambini, in quanto contenevano vari livelli di significato. Shah paragonava le storie ad una pesca: "Una persona può essere emotivamente stimolata dalla forma esterna della pesca che ha scelto. Si può mangiare la pesca e assaporarne il gusto delizioso... Si può rompere il nocciolo e trovare dentro un meraviglioso e saporito seme. Questa è la profondità nascosta.” Era così che Shah invitava il suo pubblico ad entrare nella storia Sufi. Non riuscendo a scoprire il nucleo, il seme, e considerando la storia come semplice intrattenimento divertente o superficiale, una persona vede solo la pesca, mentre altri interiorizzano la storia e ne rimangono toccati.
Tahir Shah accenna alle storie insegnamento di suo padre in diversi punti del suo libro del 2008 In Arabian Nights, in primo luogo per esaminare il modo in cui Idries Shah utilizzava le storie insegnamento: "Mio padre non ci disse mai come agivano le storie. Non rivelò gli strati, le pepite d'oro d'informazioni, i frammenti di verità e di fantasia. Non aveva bisogno di farlo in quanto, nelle giuste condizioni, le storie si attivavano, disseminandosi." Poi, spiega come suo padre utilizzava queste storie per impartire saggezza: "Mio padre aveva sempre una storia a portata di mano per distrarre la nostra attenzione, o da utilizzare come strumento per trasmettere un'idea o un pensiero. Era solito affermare che le grandi collezioni di storie orientali erano come enciclopedie, depositi di saggezza e di conoscenza pronte ad essere studiate, apprezzate e amate. Per lui, le storie rappresentavano molto più di un puro intrattenimento. Le vedeva come documenti psicologicamente complessi che formavano un corpo di conoscenza che era stato raccolto e affinato fin dagli albori dell'umanità e, il più delle volte, trasmesso oralmente." 
Più in là nel libro egli continua la sua discussione sulle storie come strumenti s'insegnamento citando la seguente spiegazione data da suo padre alla fine di una storia: "Queste storie sono documenti tecnici. Sono come mappe, o specie di cianografie. Ciò che faccio è mostrare alla gente come usare le mappe, perché ha dimenticato. Puoi pensare che questo è uno strano modo d'insegnare - con le storie - ma molto tempo fa questo era il modo in cui la gente trasmetteva la saggezza. Tutti sapevano come estrarre la saggezza dalla storia. Riuscivano a vedere attraverso gli strati, nello stesso modo in cui tu vedi un pesce surgelato in un blocco di ghiaccio. Ma il mondo in cui viviamo ha perduto quest'abilità, un'abilità che certamente aveva una volta. La gente ascolta le storie e le ama, perché la storia la diverte, la scalda. Ma non riesce a vedere aldilà del primo strato, all'interno del ghiaccio".
"Le storie sono come una deliziosa scacchiera"; disse. "Sappiamo tutti giocare a scacchi e possiamo essere coinvolti in una partita così complicata da esaurire le nostre capacità. Ma immagina che il gioco sia stato perduto da una società da secoli, e che poi la scacchiera e i suoi pezzi siano ritrovati. Tutti si raggrupperebbero per vederli e ammirarli. Potrebbero non immaginare mai che un oggetto così bello possa avere uno scopo diverso da quello di deliziare gli occhi.
"Il valore interiore delle storie è stato perduto nello stesso modo", disse. "Un tempo tutti sapevano come giocarci, come decifrarle. Ma ora le regole sono state dimenticate. Sta a noi mostrare ancora alla gente come si gioca la partita".
Olav Hammer, nel suo libro Sufismo in Europa e Nord America (2004) cita un esempio di storia. Racconta di un uomo che sta cercando a terra le chiavi che ha appena perso. Quando un vicino di casa chiede al disperato cercatore delle chiavi se effettivamente fosse quello il luogo dove le aveva perse, l'uomo risponde, "No, le ho perse in casa, ma qui c'è più luce che a casa mia".
Peter Wilson, in un articolo scritto per New Trends and Developments in the World of Islam (Nuove tendenze e sviluppi nel mondo dell'Islam, 1998), cita un'altra storia in cui ad un derviscio fu chiesto di descrivere le qualità del suo maestro, Alim. Il Derviscio spiegò che Alim aveva scritto belle poesie, e lo aveva ispirato con la sua predisposizione al sacrificio e il suo servizio verso il prossimo. L'interlocutore prontamente approvò tali qualità, ma venne rimproverato dal Derviscio che continuò dicendo: "Queste sono le qualità che Alim avrebbe raccomandato a te... " e proseguì facendo un elenco delle qualità che facevano di Alim un maestro efficace." Hazrat Alim Azimi mi irritava, e mi faceva esaminare il motivo della mia irritazione, ricercandone l'origine. Alim Azimi mi faceva arrabbiare, così ho potuto sentire la mia rabbia e trasformarla. " Lui spiega che Alim era un maestro della via del biasimo che cercava intenzionalmente di provocare attacchi violenti contro di lui, consentendo in tal modo di portare in superficie e mettere in luce le carenze sia dei suoi discepoli sia di chi lo criticava, permettendo loro di vedersi come realmente erano. "Ci mostrava la stranezza, così da poter trasformare la stranezza in qualcosa di ordinario, facendoci rendere conto di che cosa in realtà si trattasse."

### Considerazioni sulla cultura e la vita pratica
L'obiettivo di Shah era quello di rivelare i fattori essenziali sottesi alle culture e i fattori occulti che determinano la condotta individuale. Sminuì l'importanza che la cultura occidentale dava alle apparenze e alle superficialità che spesso riflettevano una mera moda ed abitudine, e attirò l'attenzione sulle origini della cultura e sulle molteplici motivazioni inconsce degli individui e dei gruppi. Egli ha anche evidenziato come, tanto a livello individuale quanto di gruppo, i disastri spesso nel tempo si trasformino in benedizioni e viceversa e che tuttavia la conoscenza di tale meccanismo non ha quasi per nulla cambiato il modo in cui la gente reagisce agli eventi che man mano si verificano. 
Shah non proponeva l'abbandono delle attività mondane; anzi, sosteneva che il tesoro cercato dall'aspirante discepolo doveva derivare dalle proprie lotte nella vita quotidiana. A suo parere, il lavoro pratico era il veicolo attraverso il quale il cercatore poteva lavorare su se stesso, in linea con la consuetudine dei Sufi tradizionali a svolgere professioni ordinarie, attraverso le quali si guadagnavo la vita e “lavoravano” su se stessi. Lo status di Shah come maestro rimase al di là di ogni possibile definizione; rinunciando tanto ad essere identificato come guru come al desiderio di fondare un culto o una setta, respinse anche il riconoscimento accademico. Michael Rubinstein, nel suo libro Makers of Modern Culture giunse alla conclusione che “forse è meglio considerarlo come una incarnazione della tradizione che considera gli aspetti intuitivi e contemplativi della mente come più produttivi quando lavorano insieme.

### Eredità
Idries Shah considerava i suoi libri come la sua eredità; essi stessi avrebbero adempiuto la funzione da lui svolta quando non avrebbe più potuto esserci.. Per gli studenti di Shah, distribuire e promuovere le pubblicazioni del loro maestro è stata un'attività e un importante "lavoro", sia al fine della raccolta di fondi sia per il tentativo di trasformare ed elevare la coscienza pubblica
La SSS ha cessato la sua attività. L'IRC ha continuato a ospitare lezioni e seminari su tematiche relative agli aspetti della natura umana fino al 2003 quando ha sospeso le sue attività a seguito della costituzione della ISF (The Idries Shah Foundation) mentre L'ISHK - Institute for the Study of Human Knowledge- (Istituto per lo studio della conoscenza umana), guidata da Ornstein, continua tutt'oggi ad essere attivo negli Stati Uniti d'America. Dopo gli attacchi terroristici dell'11 settembre, detto Istituto ha inviato opuscoli ai membri del Middle East Studies Association (Associazione degli studi in Medio Oriente) con pubblicità sui libri scritti da Shah e dalla sua cerchia, su questioni relative all'Afghanistan, ribadendo così la necessità di migliorare la comprensione interculturale.
Nel luglio del 1975, quando Elizabeth Hall intervistò Shah per Psychology Today, gli chiese: "Per il bene dell'umanità, cosa vorrebbe che succedesse? " Shah rispose: "quello che vorrei veramente, nel caso che qualcuno stia ascoltando, è che il pubblico, tutti nel mondo, possano studiare il prodotto degli ultimi 50 anni di ricerca psicologica, cosicché le scoperte diventino parte del loro modo di pensare (...)" hanno questo grande corpus di informazione psicologica e si rifiutano di usarlo."
Il fratello di Shah, Omar Ali-Shah (1922-2005), è stato anch'egli uno scrittore e maestro Sufi; i fratelli hanno insegnato insieme per un periodo negli anni '60, ma nel 1977 "hanno concordato di essere in disaccordo" e ognuno ha seguito il proprio cammino. Dopo la morte di Idries Shah nel 1996, un numero considerevole di studenti si unì ai gruppi di Omar Ali-Shah.
Una delle figlie di Idries Shah, Saira Shah, è diventata famosa nel 2001 per l'inchiesta riguardante i diritti delle donne in Afghanistan, ripresa nel documentario Beneath the Veil (Dietro il velo). Il figlio di Shah, Tahir Shah è un ormai noto romanziere, scrittore di viaggi, giornalista e uomo che ama affrontare imprese avventurose.

## Accoglienza
I libri di Idries Shah sul Sufismo sono stati molto ben accolti dalla critica. Shah stesso è stato il perno di un documentario della BBC (“Un Paio di Occhi”) realizzato nel 1969, e due dei suoi lavori (La strada del Sufi e Reflections) furono proclamati “Miglior libro dell'anno” dal programma “The Critics” della BBC. Tra gli altri riconoscimenti, Shah vinse sei primi premi nel 1973 durante l'Anno Mondiale del Libro patrocinato dall'UNESCO, e l'erudito Islamico James Kritzeck, riferendosi al libro di Shah Racconti dei Dervisci, disse che era “magnificamente tradotto”.
Una raccolta di recensioni positive del lavoro di Shah, intitolata Sufi Studies: East and West fu pubblicata nel 1973, e includeva tra gli altri, i contributi di L. F. Rushbrook Williams, Rom Landau, Mohammad Hidayatullah, Gyula Germanus, Sir John Glubb, Sir Razik Fareed, Ishtiaq Hussain Qureshi, Ahmet Emin Yalman and Nasrollah S. Fatemi.
Colin Wilson affermò: “ho cominciato a vedere, in parte attraverso Idries Shah, alcune implicazioni abbastanza nuove e interessanti (sull'argomento del misticismo)”, e nella sua recensione di The Magic Monastery (Il Monastero Magico), (1972) sottolineò che la preoccupazione principale di Shah “non era quella di diffondere un tipo di dottrina segreta. Lui era interessato al metodo attraverso il quale la conoscenza mistica viene trasmessa...(I Sufi) trasmettono la conoscenza attraverso l'intuizione diretta, un po' alla maniera dei maestri Zen, e uno dei modi principali di farlo è per mezzo di racconti brevi e di parabole che possono arrivare al subconscio per attivare poteri occulti.
In Afghanistan, il periodico Kabul Times scrisse che Caravan of Dreams (Carovana di Sogni) (1968) era “molto raccomandabile” e “di speciale interesse per gli afgani” dal momento che “fondamentalmente è una antologia di storie brevi, racconti e proverbi, scherzi ed estratti di tradizioni orali e scritte, che fanno parte di molte conversazioni e scambi serali che ancora di questi tempi, continuano ad aver luogo in Afganistan.” The Afghanistan News informò che il libro I Sufi “comprende importanti contributi afgani al mondo delle scienze e della filosofia” e che inoltre era “il primo libro pienamente autorevole sul Sufismo e sul sistema di sviluppo umano dei Dervisci.”
In quanto ai dubbi sulle credenziali e la discendenza di Shah, il Sardar Haji Faiz Muhammad Khan Zikeria, erudito afgano che aveva occupato l'incarico di ministro dell'Istruzione afgano per poi diventare ambasciatore e ministro degli Affari Esteri dell'Afghanistan, emise nel 1970, “una dichiarazione notarile” diretta agli “eruditi del mondo” sulla famiglia di Shah: “I Musavi Sayed dell'Afghanistan e i Khan di Paghman sono riconosciuti come discendenti del Profeta – che la pace sia con lui. Sono riconosciuti per essere della più nobile stirpe dell'Islam e sono anche rispettati come maestri Sufi ed eruditi. Sayed Idries Shah, figlio del defunto Sayed Ikbal Ali Shah, è da me personalmente conosciuto come un uomo d'onore del quale sono conosciuti e autenticati per fama lo status, i titoli e la discendenza."
Nel 1980, il professore Khalilullah Khalili, poeta laureato afghano, elogiò l'opera del suo “compatriota e amico l'Arif (Illuminato Sufi) Il Sayed Idries Shah”, dicendo “specialmente devono essere riconosciuti i suoi importanti e brillanti servizi che rivelano le ispirazioni celestiali e i pensieri interiori dei grandi maestri dell'Islam e dei Sufi.”
Il periodico indù Hindustan Standard trovò che Caravan of Dreams(Carovana dei Sogni) era una “raffinata antologia nella quale immergersi a qualsiasi ora in cerca di intrattenimento, ristoro, consolazione e ispirazione...ingegnoso, affascinante, attraente e assolutamente umano.”

### Scritti della “Scuola Shah”
Un altro critico ostile fu James Moore, un gurdjieffiano che non era d'accordo con l'affermazione di Shah che l'insegnamento di Gurdjieff era di natura essenzialmente sufi e che inoltre ebbe ad obiettare sulla pubblicazione sotto pseudonimo di un libro su questo argomento (I Maestri di Gurdjieff, di Rafael Lefort), che fu messo in relazione con Shah. A questo proposito possiamo dire che il figlio di Shah, Tahir, ha affermato che il libro fu scritto dallo zio, Omar Ali Shah. 
In un articolo del 1986 pubblicato nel Religion Today (oggi Journal of Contemporary Religion), Moore trattò delle controversie che coinvolsero Bennett e Graves, sostenendo che Shah era circondato da un “nimbo di adulazione esagerata: un'adulazione che lui stesso aveva alimentato”. Descrisse Shah come qualcuno sostenuto da un “coro servile di giornalisti, editori, critici, animatori, emittenti, e scrittori di viaggio, che tesse risolutamente le lodi di Shah”. Moore mise in dubbio anche la supposta eredità e educazione Sufi di Shah e deplorò il corpus di scritti sotto pseudonimo della “Scuola -Shah” di autori come “Omar Michael Burke Ph.D.” e “Hadrat B. M. Dervish”, che dal 1960 profondeva smisurati elogi – apparentemente da soggetti disinteressati – a Shah, riferendosi a lui come il “Grande Sheikh della Tariqa Idries Shah Saheb”, “Principe Idries Shah”, “Re Enoch”, “La Presenza”, “Il re Studioso”, “L'incarnazione di Ali”, e anche Qutb o “Asse” – tutto con l'obiettivo di appoggiare gli incipienti sforzi di Shah nel commercializzare il Sufismo per un pubblico occidentale.
Peter Wilson analogamente criticò la “pessima qualità” di molto materiale scritto in favore di Shah, rilevando uno “stile purtroppo stucchevole”, che attribuisce a Shah il possesso di varie capacità paranormali, “un certo tono di superiorità; un atteggiamento, a volte petulante, condiscendente, o di compassione nei confronti di coloro che erano “al di fuori” e l'evidente assenza di qualsiasi tipo di motivazione a sostegno di rivendicazioni che potessero considerarsi meritevoli di tali trattamenti ”. A suo parere, esisteva "una marcata differenza tra la qualità degli scritti di Shah” e quella di questa letteratura secondaria. Tanto Moore come Wilson, tuttavia, notarono somiglianze di stile e considerarono la possibilità che gran parte di questi lavori sotto pseudonimo, spesso pubblicati per Octagon Press, casa editrice di cui Shah era proprietario, potessero essere stati scritti proprio da Shah. 
Con argomenti favorevoli ad una interpretazione alternativa di tale letteratura, l'erudito religioso Andrew Rawlinson propose che invece di essere un inganno (…) apparentemente vantaggioso", potrebbe essere stata una bella “mascherata e che come tale andava vista. Per definizione ci si doveva guardare attraverso per percepire l'oltre”. Dichiarando che “una critica di posizioni trincerate non può di per sé essere fissa e dottrinaria”, e osservando che l'intenzione di Shah è sempre stata quella di minare le false certezze, argomentò che il “mito Shah” creato da tali scritti potrebbe essere stato uno strumento di insegnamento invece che uno strumento di inganno, un qualcosa “fatto per essere smantellato – che si suppone si dissolva non appena lo si tocchi”. Rawlinson arrivò alla conclusione che Shah “non può essere giudicato dalle apparenze. I suoi stessi assiomi escludono proprio questa possibilità.”

### Valutazioni

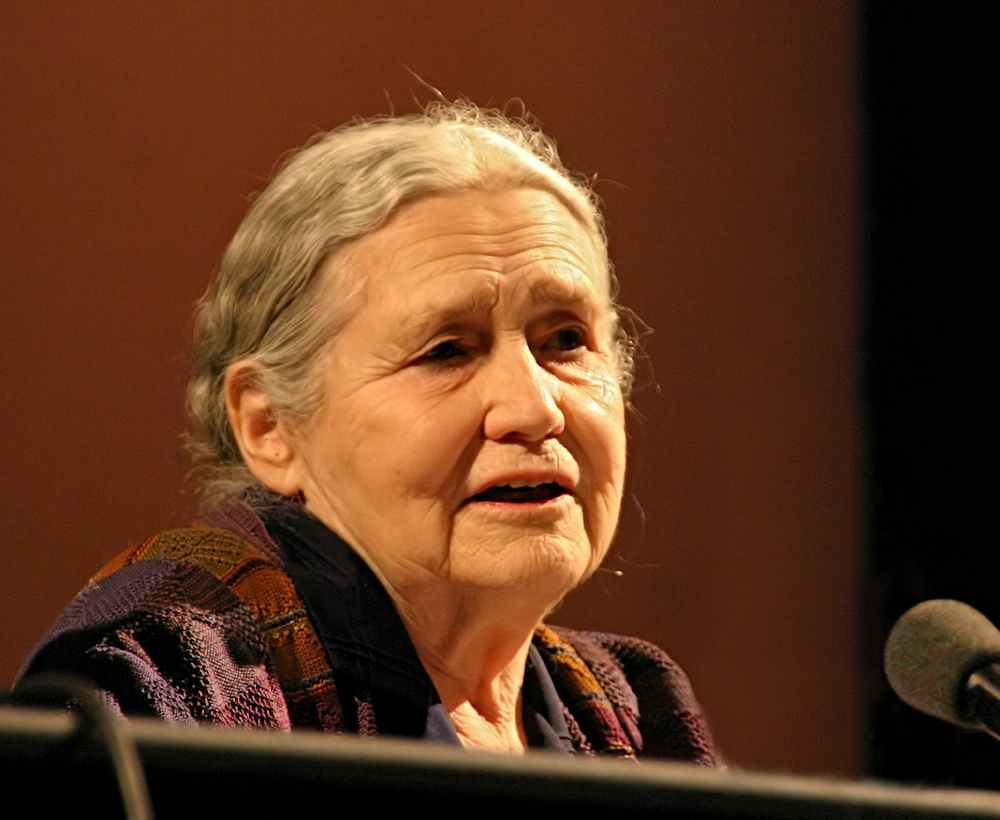
Il Premio Nobel Doris Lessing fu profondamente influenzata da Shah.

Doris Lessing, tra i più grandi sostenitori di Shah, dichiarò in una intervista nel 1981: “Trovo il Sufismo insegnato da Idries Shah - che egli afferma essere la reintroduzione di un antico insegnamento - appropriato per questo luogo e tempo. Non si tratta di alcun tipo di insegnamento orientale rimescolato o di insegnamenti islamici diluiti né niente di simile.”. Nel 1996, commentando la morte di Shah nel The Daily Telegraph, dichiarò che aveva conosciuto Shah in seguito alla lettura del libro I Sufi che fu per lei libro più sorprendente che avesse mai letto, un libro che cambiò la sua vita. Scrivendo dell'opera di Shah come di un “fenomeno senza paragoni nel nostro tempo”, descrisse lui come un uomo poliedrico, come la persona più ingegnosa che mai avrebbe immaginato di conoscere, amabile, generoso, modesto (“Non guardare tanto il mio viso, ma prendi quello che ho in mano”, così cita lei le parole che Shah era solito dire), come suo buon amico e maestro per oltre 30 anni.
Arthur J. Deikman, professore di psichiatria e veterano ricercatore nell'area della meditazione e del cambiamento degli stati di coscienza, il quale aveva cominciato a studiare le storie–insegnamento Sufi agli inizi degli anni ‘70, espresse l'opinione che gli psicoterapeuti occidentali ben potrebbero trarre beneficio dalla prospettiva fornita dal Sufismo e dalla sua essenza universale, purché i materiali adeguati fossero studiati in maniera e sequenza corretta. Dato che gli scritti e le traduzioni che Shah fece delle storie–insegnamento Sufi furono progettati con questo proposito, Deikman li raccomandò a tutti quelli interessati nel valutare l'argomento per proprio conto e sottolineò che molte autorità avevano già accettato il ruolo di Shah come portavoce del Sufismo contemporaneo. 
Alla domanda di dare una valutazione su Shah nel 1973, J.G. Bennett disse che Sahah stava facendo un importante lavoro su larga scala 'stimolando molto efficacemente le persone e dando loro da pensare mostrando loro che i modi di pensare che sembravano liberi sono in effetti molto condizionati'. Disse che Shah era il Krishnamurti del Sufismo distruggendo le idee fisse della gente in molte direzioni come parte di un processo di risveglio come 'una preparazione molto necessaria per il mondo nuovo.'
Lo psicologo e ricercatore della coscienza Charles Tart commentò che gli scritti di Shah avevano “prodotto in lui stesso una comprensione più profonda della essenza e della realtà della psicologia, che qualsiasi altra cosa mai scritta”.
Il filosofo indù e mistico Osho, commentando l'opera di Shah, descrisse I Sufi “semplicemente un diamante. Il valore di quello che lui ha fatto con I Sufi è incommensurabile”. Aggiunse che Shah era “l'uomo che ha presentato il Mulla Nasrudin all'Occidente, e che ha reso un servizio incredibile. Non potrà mai essere ripagato (…) Idries Shah è riuscito a far sì che i piccoli aneddoti di Nasrudin siano ancora più belli … (lui) non solo possiede la capacità di tradurre le parabole con esattezza, ma riesce anche ad abbellirle, e a renderle più toccanti ed incisive.”
Richard Smoley e Jay Kinney, scrivendo in Hidden Wisdom: A Guide to the Western Inner Traditions (2006), affermarono che I Sufi di Shah è una “introduzione al Sufismo che si lascia leggere ed è accessibile a tutti”, aggiungendo che “il punto di vista di Shah è evidente e alcune affermazioni storiche sono discutibili (prive di note a piè pagina), però nessun altro libro è così capace di provocare interesse per il Sufismo nel lettore comune quanto I Sufi”. Imparare ad Imparare, una collezione di interviste, dialoghi e brevi scritti, fu da loro descritto come uno dei migliori lavori di Shah, che fornisce un solido orientamento al suo approccio “psicologico” al lavoro Sufi, notando che al suo meglio, “Shah fornisce informazioni dettagliate e precise che aiutano a comprendere e a rendere immuni gli studenti alle tante stupidaggini che ci sono nel mercato spirituale”.
Nel libro sulle necessità emozionali innate, Human Givens: A new approach to emotional health and clear thinking, Ivan Tyrell e lo psicologo sociale Joe Griffin scrissero che Shah “come nessun altro comprese e valutò il reale significato dei presupposti della natura umana”. In un altro libro, Godhead: The Brain's Big Bang – The explosive origin of creativity, mysticism and mental illness, dissero che i racconti di Shah, “quando sono narrati sia ai giovani sia agli anziani (…) lasciano modelli, disegni nella mente, utili non solo per la vita comune o per superare le difficoltà quotidiane, ma anche per percorrere un cammino spirituale. Il loro impatto può non essere riconosciuto o sentito per mesi o anni dal momento in cui sono stati ascoltati o letti, ma sicuramente il contenuto strutturale che detti racconti possiedono approfitterà della natura della mente che cerca coincidenze di modelli nell'informazione percepita (pattern-matching) e renderà capace lo studente di osservare il funzionamento delle proprie risposte emotive condizionate alle mutevoli circostanze della vita ordinaria. In seguito sarà molto più semplice intraprendere l'azione richiesta dal contesto e far sì che la mente si possa connettere a regni più elevati. Le storie–insegnamento devono essere lette, raccontate e meditate, ma non devono essere analizzate intellettualmente, perché ciò distrugge l'impatto benefico che altrimenti avrebbero nella mente. Shah, aggiunsero, è stato “un grande collezionista ed editore di racconti e scritti che contengono tale qualità “d'impatto a lungo termine”. Shah comprese la vitale importanza per l'umanità delle storie–insegnamento e della loro caratteristica di 'mappa-mentale', ed i suoi libri sono pieni di esempi nutritivi.”
Olav Hammer osservò che durante gli ultimi anni di Shah, quando la generosità dei suoi ammiratori lo aveva reso realmente ricco e lui era divenuto una rispettata figura nelle alte sfere della società britannica, si generarono controversie a causa di discrepanze nei dati autobiografici – la parentela con il profeta Maometto, le affiliazioni con un ordine segreto Sufi dell'Asia Centrale, o la tradizione alla quale si rifacevano gli insegnamenti di Gurdjieff – e altri dati storici da recuperare. Anche se ci può essere stato un legame di parentela con il profeta Maometto, il numero di persone che condividono un tale collegamento oggi, dopo 1300 anni, sarebbe di almeno un milione. Altri elementi dell'autobiografia di Shah sembravano essere pura finzione. Nonostante ciò, Hammer dichiarò che i libri di Shah continuavano ad essere richiesti dal pubblico e che Shah aveva occupato un “ruolo significativo nel rappresentare l'essenza del Sufismo come un distillato di saggezza spirituale non confessionale, individualista e di affermazione della vita”.
Peter Wilson scrisse che se Shah fosse stato un truffatore, doveva esserne stato uno di grande talento in quanto, a differenza di tutti gli altri semplici scrittori commerciali, si era preso del tempo per produrre un sistema elaborato e internamente coerente che aveva fatto avvicinare “diversi tipi di persone più o meno eminenti “, e aveva “provocato e stimolato il pensiero in molti diversi settori”. Moore ha riconosciuto che Shah aveva dato un considerevole contributo a rendere popolare il Sufismo umanistico, e aveva “portato energia e risorse alla sua autoaffermazione”, però arrivò alla irrecusabile conclusione che quello di Shah era “un 'Sufismo' senza auto-sacrificio, senza auto-trascendenza, senza l'aspirazione alla gnosi, senza tradizione, senza il Profeta, senza il Corano, senza l'Islam, e senza Dio. Solo questo.”
Gore Vidal, riferendosi all'opera di Shah, opinó che “Questi libri sono molto più difficili da leggere che da scrivere.”

### La controversia sul libro I Sufi
Il movimento ispirato da Shah fu anche segnato da controversie. Alcuni orientalisti furono ostili, in parte perché Shah presentava gli scritti classici Sufi come strumenti che le persone contemporanee potevano utilizzare per il proprio auto sviluppo e non come oggetti di studio storico.
L'introduzione di Graves, scritta con l'aiuto di Shah, descriveva Shah come "discendente in linea maschile del Profeta Maometto" e come erede di "misteri segreti dei Califfi, suoi antenati. Egli è, infatti, un Grande Sceicco della Tariqa (via, cammino) Sufi..." In privato, però, scrivendo a un amico, Graves ammise che si trattava di una descrizione "fuorviante: lui è uno di noi, non un personaggio maomettano. " Lo studioso scozzese LP Elwell-Sutton, in un articolo su Shah scritto nel 1975, disse che Graves aveva cercato di" migliorare "il piuttosto mediocre lignaggio " di Shah, e che il riferimento alla linea di discendenti maschili di Maometto era “piuttosto una sfortunata gaffe", dal momento che tutti i figli maschi di Maometto erano morti in tenera età. L'introduzione non è inclusa nelle edizioni di Octagon Press che furono stampate nel 1983, ma è sempre stata inclusa nelle edizioni di Anchor/Doubleday.
L. P. Elwell-Sutton, dell'Università di Edimburgo, che fu il critico più feroce di Shah, descrisse i suoi libri come “banali”, pieni di errori materiali, di traduzioni inesatte e sciatte e inoltre di errori grammaticali e di ortografia delle parole e dei nomi orientali – “un groviglio di luoghi comuni, irrilevanti e di chiacchiere astruse”, aggiungendo, come se non bastasse, che Shah aveva “un'alta opinione di sé e della propria importanza”. Elwell-Sutton espresse un giudizio negativo anche a proposito dell'omaggio pubblicato da Rushbrook Williams in onore di Shah, dicendo che considerava molte delle rivendicazioni presenti in detto libro, fatte a nome di Shah e di suo padre, riguardo al loro essere rappresentanti della tradizione Sufi, mera pubblicità creata a scopo personale, segnata da un “disarmante disinteresse per i fatti”. Esprimendo divertimento e sorpresa di fronte “ai modi adulatori” degli interlocutori che intervistavano Shah in una trasmissione radiofonica della BBC, Elwell-Sutton concluse che alcuni degli intellettuali occidentali erano “così disperati nel trovare risposte alle domande che li sconcertavano” che al cospetto della saggezza del “misterioso oriente”, abbandonavano le loro facoltà critiche e si sottommettevano al lavaggio del cervello della peggiore specie. Per Elwell-Sutton, il Sufismo di Shah apparteneva al regno dello “Pseudo-Sufismo”, “centrato non su Dio ma sull'uomo”.

### La controversia “Omar Khayyam”
Tra la fine degli anni sessanta e gli inizi degli anni settanta, Shah fu attaccato a causa di una controversia sorta a seguito della pubblicazione nel 1967, di una nuova traduzione del Rubaiyat di Omar Khayyam, realizzata da Robert Graves e dal fratello maggiore di Shah, Omar Ali Shah. La traduzione che presentava il Rubaiyat come se fosse un poema Sufi, si basava su un “libretto”, presumibilmente derivato da un manoscritto in possesso della famiglia Shah da 800 anni. L. P. Elwell-Sutton, un orientalista dell'Università di Edimburgo, e altri che recensirono il libro espressero la loro convinzione che la storia dell'antico manoscritto era falsa.
Robert Graves contava sul fatto che il padre di Shah, il Sirdar Ikbal Ali Shah, presentasse il manoscritto originale per chiarire definitivamente la faccenda. Questi però morì in un incidente stradale a Tangeri nel novembre del 1969. Un anno più tardi, Graves chiese a Idries Shah di mostrare il manoscritto. Shah rispose in una lettera che il manoscritto non era in suo possesso, ma che anche se lo avesse avuto, il solo fatto di farlo vedere non avrebbe costituito prova alcuna, dal momento che la sua antichità non poteva essere confermata servendosi dei metodi utilizzati all'epoca, e pertanto la sua autenticità sarebbe stata nuovamente impugnata. Shah scrisse che “era ora che ci rendessimo conto che se le iene stanno facendo tanto rumore è semplicemente perché stanno montando solo una campagna denigratoria e distruttiva, mentre in realtà, nessuno sta veramente ascoltando”. Aggiunse che suo padre era così furibondo con chi lanciava queste calunnie che si rifiutava di collaborare con loro e che sentiva che la risposta di suo padre era stata quella giusta. Graves, rendendosi conto di essere visto come la vittima del grande inganno dei fratelli Shah, e che questa faccenda stava inoltre influendo sulle sue entrate per la vendita dei suoi altri scritti storici, insisteva sostenendo che far vedere il manoscritto era ormai una questione “di onore di famiglia”. Fece pressione nuovamente su Shah, ricordandogli le precedenti promesse a proposito di mostrare il manoscritto se fosse stato necessario.
Nessuno dei fratelli mostrò mai il manoscritto, fatto che portò il nipote e biografo di Graves, a considerare che era molto difficile credere che i fratelli Shah – tenendo conto dei tanti obblighi che avevano verso Graves – avrebbero rifiutato di mostrare il manoscritto se realmente fosse esistito. Secondo la vedova di Graves, che scrisse una lettera molti anni dopo, Graves aveva “una fede completa” nell'autenticità del manoscritto a causa della sua amicizia con Shah, anche se lui non aveva mai avuto l'opportunità di vedere il testo di persona. Attualmente gli esperti convengono sul fatto che il manoscritto “Jan-Fishan Khan” fu un inganno e che la traduzione di Graves/Ali-Shah era fatta sulla base dell'analisi di un erudito dell'epoca vittoriana delle fonti usate da Edward FirztGerald, precedente traduttore del Rubaiyat.

## Conclusioni
L'attività in Europa di Idries Shah svolta attraverso numerose pubblicazioni e seminari aveva come fine il reindirizzamento del sufismo (o misticismo islamico rappresentato da ordini spirituali) ad una universalità sovraculturale di modo che ogni "compagno di viaggio" indipendentemente dalla sua etnia e dal suo credo vi si potesse riconoscere. Tale principio è comunque valido anche per il sufismo storico che però richiede nella fase di entrata nell'ordine l'essere musulmani. L'ordine sufi Naqshband trasmesso di generazione in generazione dalla famiglia Shah ha trovato in Idries Shah un colonizzatore capace di adeguare in occidente una tradizione di evoluzione umana. Elemento caratterizzante tra gli strumenti sufi è l'umorismo, da qui la novellistica su Mulla Nasrudin a cui Idries Shah diede particolare rilievo. Numerosi scrittori famosi si sono rifatti a questo insegnamento come Doris Lessing e Robert Ornstein. Nel 1960 Shah avviò la casa editrice Octagon per pubblicare libri sul sufismo e di ricerca spirituale e allo stesso tempo fondò l'Istituto per la ricerca Culturale" col medesimo intento di trasmettere le idee sufi.

## Opere
I libri di Idries Shah sono stati venduti in oltre 15 milione di copie e tradotti in 12 lingue.
- Idries Shah, Magia Orientale, Roma, Edizioni Mediterranee, 2019, ISBN 978-88-272-2946-0. (ed. orig. Oriental Magic, Octagon Press, 1956, ISBN 0-86304-017-9.
- Idries Shah, The Secret Lore of Magic, Octagon Press, 1957, ISBN 0-8065-0004-2.

### Sufismo
- Idries Shah, La Strada del Sufi, Roma, Casa editrice Astrolabio-Ubaldini, 1971, ISBN 88-340-0269-5. (ed. orig. The Way of the Sufi, 1968, ISBN 0-900860-80-4.)
- Imparare a Imparare, Roma, Casa editrice Astrolabio-Ubaldini, 1993, ISBN 88-340-1093-0. (ed. orig. Learning How to Learn: Psychology and Spirituality in the Sufi Way, 1978, ISBN 0-900860-59-6.)
- Idries Shah, I Sufi, Roma, Edizioni Mediterranee, 1990, ISBN 88-272-0922-0. (ed. orig. The Sufis, 1964, ISBN 0-385-07966-4.)
- Idries Shah, Pensatori dell'Est, Milano, Mondadori, 1991, ISBN 88-04-34301-X. (ed. orig.  Thinkers of the East – Studies in Experientialism, 1971, ISBN 0-900860-46-4.)
- Idries Shah, Cercatore di Verità, Roma, Casa editrice Astrolabio-Ubaldini, 1995, ISBN 88-340-1156-2.(ed. orig. Seeker After Truth, 1982, ISBN 0-900860-91-X.)
- Idries Shah, L'Io che Comanda, Roma, Casa editrice Astrolabio-Ubaldini, 1996, ISBN 88-340-1214-3. (ed. orig. The Commanding Self, 1994, ISBN 0-86304-066-7.)
- Idries Shah, I Racconti dei Dervisci, Roma, Casa editrice Astrolabio-Ubaldini, 1997. (ed. orig. Tales of the Dervishes, 1967, ISBN 0-900860-47-2.)
- Idries Shah (a cura di), Pensiero e Azione Sufi, Torino, Libreria Editrice Psiche, 1992, ISBN 88-85142-24-9. (Lavoro di gruppo) (ed. orig. Sufi Thought and Action, 1990, ISBN 0-86304-051-9.)
- Idries Shah, Caravan of Dreams, 1968, ISBN 0-86304-043-8.
- Idries Shah, Reflections, 1968, ISBN 0-900860-07-3.
- Idries Shah, The Book of the Book, 1969, ISBN 0-900860-12-X.
- Idries Shah, Wisdom of the Idiots, 1969, ISBN 0-86304-046-2.
- Idries Shah, The Dermis Probe, 1970, ISBN 0-86304-045-4.
- Idries Shah, The Magic Monastery, 1972, ISBN 0-86304-058-6.
- Idries Shah, The Elephant in the Dark, 1974, ISBN 0-900860-36-7.
- Idries Shah, A Veiled Gazelle – Seeing How to See, 1977, ISBN 0-900860-58-8.
- Idries Shah, Neglected Aspects of Sufi Study, 1977, ISBN 0-900860-56-1.
- Idries Shah, Special Illumination: The Sufi Use of Humour, 1977, ISBN 0-900860-57-X.
- Idries Shah, A Perfumed Scorpion, 1978, ISBN 0-900860-62-6.
- Idries Shah, The Hundred Tales of Wisdom, 1978, ISBN 0-86304-049-7.
- Idries Shah, Evenings with Idries Shah, 1981, ISBN 0-86304-008-X.
- Idries Shah, Letters and Lectures of Idries Shah, 1981, ISBN 0-86304-010-1.
- Idries Shah, Knowing How to Know, 1998, ISBN 0-86304-072-1.
- H.B.M. Dervisch, In Viaggio con un Maestro Sufi, Vicenza, Edizioni il Punto d'Incontro, 1991. (Le vicende di un suo allievo)
- Omar M. Burke, Tra i Dervisci, Vicenza, Edizioni il Punto d'Incontro, 1994. (L'autore incontra Idries Shah nel corso dei suoi viaggi)

#### Le storie di Mulla Nasrudin
- The Exploits of the Incomparable Mulla Nasrudin ISBN 0-86304-022-5 (1966)
- The Pleasantries of the Incredible Mullah Nasrudin ISBN 0-86304-023-3 (1968)
- The Subtleties of the Inimitable Mulla Nasrudin ISBN 0-86304-021-7 (1973)
- The World of Nasrudin ISBN 0-86304-086-1 (2003)

### Libri per bambini
- Neem the Half-Boy ISBN 1-883536-10-3 (1998)
- The Farmer's Wife ISBN 1-883536-07-3 (1998)
- The Lion Who Saw Himself in the Water ISBN 1-883536-25-1 (1998)
- The Boy Without A Name ISBN 1-883536-20-0 (2000)
- The Clever Boy and the Terrible Dangerous Animal ISBN 1-883536-51-0 (2000)
- The Magic Horse ISBN 1-883536-26-X (2001)
- The Man With Bad Manners ISBN 1-883536-30-8 (2003)
- The Old Woman and The Eagle ISBN 1-883536-27-8 (2005)
- The Silly Chicken ISBN 1-883536-50-2 (2005)
- Fatima the Spinner and the Tent ISBN 1-883536-42-1 (2006)
- The Man and the Fox ISBN 1-883536-43-X (2006)

### Romanzi
- Idries Shah, Karakush, Reverdito Editore, 1987, ISBN 88-342-0195-7. (Romanzo sulla guerra di resistenza afgana) (ed. orig. Kara Kush, Londra, William Collins Sons and Co., Ltd., 1986, ISBN 0-685-55787-1.)

### Folklore
- Idries Shah, World Tales, 1979, ISBN 0-86304-036-5.